# Dos Orillas
Dos Orillas es una revista, intercultural e ilustrada, editada en Algeciras, fundada en 2012 por Paloma Fernández Gomá. La revista da cabida a escritores, sobre todo a poetas, prosistas, pintores e ilustradores, pero también a críticos literarios, ensayistas e historiadores.

## Historia
En el año 2000, la escritora Paloma Fernández Gomá coordinó la antología Arribar a la Bahía, una recopilación de poemas y textos de autores españoles, marroquíes y gibraltareños que fue el germen de la revista Tres Orillas. En la entrevista realizada por la periodista Sandra Balvín, en 2008, publicada por Diario Sur, la escritora revela su origen:

«La revista nació con el libro 'Arribar a la Bahía', una antología de poesía de escritores de poesía de España, Marruecos y Gibraltar. A raíz de la acogida que tuvo surgió la idea de hacer una revista donde se aglutinara la obra de los autores de las orillas del Estrecho, pero dando cabida también a narradores y críticos literarios, de manera que se reflejase una variedad cultural más amplia. Empecé a contactar con personas que compartiesen esa motivación y que quisiesen expresar su creatividad en una revista».

Dos Orillas es la revista sucesora de la revista Tres Orillas, que editó la Asociación de Mujeres Progresistas Victoria Kent, cuyo número 0 fue presentando en el mes de noviembre del año 2002 y el último en el año 2010.
Con estos antecedentes surgió la necesidad de crear un medio que de manera permanente permitiera mantener en el espacio y en el tiempo el diálogo y la comunicación intercultural entre intelectuales de la cuenca mediterránea.
La revista Dos Orillas apareció en el año 2012 y, desde entonces, hasta el año 2024, se han editado un total de 47 números, en 24 volúmenes, siendo su distribución la siguiente:
| Año  | Número          | Volumen | Temática |
| ---- | --------------- | ------- | --- |
| 2012 | I y II          | 1 Vol.  | Poesía Relatos Apuntes Estudios y Ensayos Artículos críticos y Reseñas                                                            |
| 2013 | III y IV        | 1 Vol.  | Poesía Relatos Apuntes Historia Artículos y Ensayos Crítica Literaria                                                             |
| 2013 | V y VI          | 1 Vol.  | Apuntes para una panorámica de la poesía granadina actual De novelistas y poetas jienenses (Monográfico dedicado a la Literatura) |
| 2014 | VII y VIII      | 1 Vol.  | Poesía Relatos Historia Apuntes Crítica Literaria                                                                                 |
| 2014 | IX y X          | 1 Vol.  | Poesía en Sevilla en la segunda mitad del siglo veinte (Monográfico dedicado a la Literatura)                                     |
| 2014 | XI y XII        | 1 Vol.  | Panorama de la literatura cordobesa                                                                                               |
| 2014 | XIII y XIV      | 1 Vol.  | El Estrecho de Gibraltar: Frontera Literaria                                                                                      |
| 2015 | XV y XVI        | 1 Vol.  | Poesía Relatos Encuentro Hispano Marroquí en Algeciras Apuntes Historia Crítica                                                   |
| 2015 | XVII y XVIII    | 1 Vol.  | Una mirada hacia el Hispanismo (Pinceladas de una cultura y un tiempo)                                                            |
| 2016 | XIX y XX        | 1 Vol.  | Poesía Relatos Apuntes Artículos y Ensayos Historia Crítica Literaria Humanismo Solidario                                         |
| 2017 | XXI y XXII      | 1 Vol.  | Poesía Relatos Apuntes Historia Artículos y Ensayos Crítica Literaria                                                             |
| 2018 | XXX y XIV       | 1 Vol.  | Monográficos sobre la literatura actual escrita en Andalucía: Cádiz y Ceuta                                                       |
| 2018 | XV y XXVI       | 1 Vol.  | Monográficos sobre la literatura actual escrita en Andalucía: Málaga, Almería y Melilla                                           |
| 2018 | XXVII y XXVIII  | 1 Vol.  | Monográficos sobre la literatura actual en Huelva                                                                                 |
| 2018 | XXIX            | 1 Vol.  | Poesía en Sevilla en la segunda mitad del siglo veinte: Grupos y tendencias                                                       |
| 2018 | XXX y XXXI      | 1 Vol.  | Poesía Relatos Apuntes Artículos y Ensayos Historia Crítica Literaria Homenaje a Mohemed Chakor                                   |
| 2019 | XXXII y XXXIII  | 1 Vol.  | Poesía Relatos Historia Apuntes Artículos y Ensayos Crítica Literaria Mohamed Chakor, siempre en el recuerdo                      |
| 2020 | XXXIV y XXXV    | 1 Vol.  | Poesía Relatos Historia Apuntes y ensayos Crítica Literaria                                                                       |
| 2021 | XXXVI y XXXVII  | 1 Vol.  | Homenaje a Trina Mercader |
| 2021 | XXXVIII y XXXIX | 1 Vol.  | Hispanismo marroquí: una mirada asertiva                                                                                          |
| 2022 | XL y XLI        | 1 Vol.  | Poesía Relatos Apuntes Artículos y ensayos Historia Crítica Literaria                                                             |
| 2023 | XLII y XLIII    | 1 Vol.  | Poesía Relatos Artículos y ensayos Apuntes Crítica Literaria                                                                      |
| 2024 | 44/45           | 1 Vol.  | Poesía Prosa poética Relatos Apuntes Artículos y ensayos Crítica Literaria                                                        |
| 2025 | 46/47           | 1 Vol.  | Poesía Relatos Apuntes Artículos y ensayos Crítica Literaria                                                                      |

La revista literaria Dos orillas se ha consolidado en el panorama de las publicaciones culturales. El Instituto Cervantes, entidad pública sin ánimo de lucro adscrita al Ministerio de Asuntos Exteriores, Unión Europea y Cooperación de España, que pretende poner al alcance de la comunidad académica y científica internacional toda la información disponible sobre el ámbito de los estudios hispánicos en el contexto internacional, la incluyó, en el año 2019, en el Portal del Hispanismo (en su Sección sobre publicaciones de interés para hispanistas, estudiantes e investigadores).
En su séptima edición, los miembros de la Junta de Gobierno de la Asociación Colegial de Escritores de Andalucía (ACE Andalucía) concedieron el VII Premio Mecenas de la Literatura Andaluza “Manuel Altolaguirre” a la revista algecireña y, en su nombre, a su directora, Paloma Fernández Gomá, «por su decidida vocación de fomento de los escritores y, especialmente, de las letras andaluzas, propiciando la difusión y la visualización de autores andaluces y de su obra, así como por su actividad intercultural y por su vinculación con la literatura hispanomagrebí llevada a cabo en español por autores magrebíes, habiendo desarrollado una obra de gran relevancia en el ámbito andaluz, nacional e internacional».

## Formatos
La revista Dos Orillas se edita en formato digital y en formato impreso en papel.
La edición en línea de la revista se ofrece de manera gratuita y sin restricciones a los lectores, incluyendo su hemeroteca, que conserva los artículos publicados desde el número uno. A través del enlace http://www.revistadosorillas.com/products.htm Archivado el 17 de enero de 2020 en Wayback Machine. se accede a los números de la revista del uno al treinta y uno. A través del enlace http://revistadosorillas.net/ a los números treinta y dos y treinta y tres.
La publicación impresa también tiene un carácter no venal, pero su distribución, por su propia naturaleza, es más restrictiva.

## Equipo de redacción
La revista Dos Orillas está dirigida, desde su fundación hasta el año 2020, por la escritora madrileña afincada en Algeciras, Paloma Fernández Gomá. 
El primer Equipo de redacción estuvo formado por Juana Castro (Córdoba, 1945), poeta; José Sarria Cuevas (Málaga, 1960), escritor, crítico literario y columnista periodístico; Mohamed Chakor (Tetuán, 1937, Madrid, 2017), hispanista cofundador de la Asociación de Escritores Marroquíes en Lengua Española (AEMLE); Ahmed Mohamed Mgara (Río Martín, Marruecos, 1954), periodista, hispanista y escritor marroquí; Manuel Gahete (Fuente Obejuna, 1957), autor de obras de ensayo, poesía, teatro y de literatura infantil y juvenil; Rosa Díaz (Sevilla, 1946), escritora, poeta y articulista; Juan José Téllez (Algeciras, 1958), escritor y periodista; Mary Chiappe (1939-2017), escritora y exministra de Educación en Gibraltar; y Ramón Tarrío Ocaña (Algeciras, 1963), profesor, cantautor y diseñador de la web de la revista.